# Raval de Santa Eulàlia
El Raval de Santa Eulàlia és una antic raval convertit en barri del poble de Santa Maria d'Oló, en el terme del mateix nom, a la comarca del Moianès.
Està situat a prop i al nord-oest del nucli principal de Santa Maria d'Oló, a tocar i a llevant del Raval de la Rovirola. És a ponent de la carretera BP-4315, que enllaça Santa Maria d'Oló amb la carretera BP-4313 i l'Eix Transversal (C-25).
La major part del veïnat és força agrupat, tot i que allargassat a l'entorn de l'antic camí al qual va substituir la carretera esmentada, i hi pertanyen les masies de Ca l'Endalt, Cal Picamill, Cal Saladic, Cal Tifarra i Cal Tripeta.